# Ньюберрі (Індіана)
Ньюберрі (англ. Newberry) — місто (англ. town) в США, в окрузі Ґрін штату Індіана. Населення — 159 осіб (2020).

## Географія
Ньюберрі розташоване за координатами 38°55′25″ пн. ш. 87°1′9″ зх. д. / 38.92361° пн. ш. 87.01917° зх. д. (38.923741, -87.019036).  За даними Бюро перепису населення США в 2010 році місто мало площу 1,28 км², уся площа — суходіл.

## Демографія
Згідно з переписом 2010 року, у місті мешкали 193 особи в 81 домогосподарстві у складі 51 родини. Густота населення становила 151 особа/км².  Було 93 помешкання (73/км²).
Расовий склад населення:
| - 97,9 % — білих - 1,0 % — корінних американців - 0,5 % — вихідців з тихоокеанських островів |

До двох чи більше рас належало 0,0 %. Частка іспаномовних становила 2,6 % від усіх жителів.
За віковим діапазоном населення розподілялося таким чином: 20,7 % — особи молодші 18 років, 61,7 % — особи у віці 18—64 років, 17,6 % — особи у віці 65 років та старші. Медіана віку мешканця становила 47,8 року. На 100 осіб жіночої статі у місті припадало 96,9 чоловіків;  на 100 жінок у віці від 18 років та старших — 96,2 чоловіків також старших 18 років.
Середній дохід на одне домашнє господарство  становив 46 733 долари США (медіана — 43 750), а середній дохід на одну сім'ю — 52 941 долар (медіана — 51 750). Медіана доходів становила 29 821 долар для чоловіків та 25 625 доларів для жінок. За межею бідності перебувало 13,7 % осіб, у тому числі 0,0 % дітей у віці до 18 років та 30,0 % осіб у віці 65 років та старших.
Цивільне працевлаштоване населення становило 71 осіб. Основні галузі зайнятості: освіта, охорона здоров'я та соціальна допомога — 21,1 %, сільське господарство, лісництво, риболовля — 19,7 %, виробництво — 16,9 %.